# خوسي فياريال
خوسي فياريال (بالإنجليزية: Jose Villarreal)‏ (10 ديسمبر 1993 بكاليفورنيا في الولايات المتحدة - ) هو لاعب كرة قدم أمريكي في مركز الوسط. شارك مع منتخب الولايات المتحدة تحت 18 سنة لكرة القدم ومنتخب الولايات المتحدة تحت 20 سنة لكرة القدم ومنتخب الولايات المتحدة تحت 23 سنة لكرة القدم. أما مع النوادي، فقد لعب مع كروز آزول ولوس أنجلوس غلاكسي ولوس انجلوس غالاكسي 2.

## وصلات خارجية
- خوسي فياريال على موقع الدوري الأمريكي (الإنجليزية)
- خوسي فياريال على موقع قاعدة بيانات كرة القدم.إي يو (الإنجليزية)
- خوسي فياريال على موقع Soccerbase.com (لاعب) (الإنجليزية)
- خوسي فياريال على موقع Soccerway.com (الإنجليزية)
- خوسي فياريال على موقع عالم كرة القدم.نت (الإنجليزية)
- خوسي فياريال على موقع AS.com (الإسبانية)